# Hans Arens
Hans (Karl Wilhelm) Arens (* 31. Januar 1911 in Köln; † 12. Januar 2003 in Bad Hersfeld) war ein deutscher Literatur- und Sprachwissenschaftler und Lehrer.

## Leben
Nach dem Abitur in Berlin (1929) studierte Arens Germanistik, Anglistik und Romanistik (ebenfalls in Berlin), promovierte 1939 zum Dr. phil., legte 1947 in Marburg das Staatsexamen ab, 1950 ebenda die pädagogische Prüfung und wurde 1953 Gymnasiallehrer in Bad Hersfeld, 1974 Studiendirektor, Ruhestand ab 1976, 1987 Bundesverdienstkreuz am Bande.
Neben seinen schulischen Aufgaben fand Hans Arens Zeit, eine ganze Reihe literaturwissenschaftlicher und sprachwissenschaftlicher Publikationen zu erarbeiten. Vermutlich sein bekanntestes Werk ist Sprachwissenschaft (1955, 2. Auflage 1969, Taschenbuchausgabe in 2 Bänden 1974), in dem er die Geschichte der Sprachwissenschaft durch von ihm kommentierte Textauszüge bedeutender Autoren vorstellt. Für die Quantitative Linguistik und die Quantitative Literaturwissenschaft ist er ein wegweisender Autor, indem er sich dafür einsetzt, Texte auch statistisch auszuwerten und sich dieser Mühe auch selbst unterzieht.
Er hat das später sogenannte Arenssche Gesetz entdeckt: Je länger die Sätze eines Textes sind, desto länger sind auch seine Wörter. Altmann (1983) hat gezeigt, dass das Arenssche Gesetz eine Folge des Menzerathschen Gesetzes ist.

## Werke
- Sprachwissenschaft. Der Gang ihrer Entwicklung von der Antike bis zur Gegenwart. 1955; Zweite, durchgesehene und stark erweiterte Auflage. Karl Alber, Freiburg/München 1969 (Als Taschenbuch: Fischer Athenäum Taschenbücher, Frankfurt/Main 1974, Band I: ISBN 3-8072-2077-1; Band II: ISBN 3-8072-2078-X).
- Analyse eines Satzes von Thomas Mann. Schwann, Düsseldorf 1964.
- Verborgene Ordnung: die Beziehungen zwischen Satzlänge und Wortlänge in deutscher Erzählprosa vom Barock bis heute.  Schwann, Düsseldorf 1965.
- Duden heute. In: Duden. Gedenkschrift zu seinem 150. Geburtstag am 3. Januar 1979. Herausgegeben von der Stadt Hersfeld. Hoehl-Druck, Bad Hersfeld ohne Jahresangabe (wohl 1979), (Keine ISBN.).
- Kommentar zu Goethes Faust I. Winter, Heidelberg 1982. ISBN 3-533-03183-7.
- Aristotle's Theory of Language and its Tradition: Texts from 500 to 1750. Selection, Translation and Commentary. Benjamins, Amsterdam 1984. ISBN 90-272-4511-8.
- Kommentar zu Goethes Faust II. Winter, Heidelberg 1989. ISBN 3-533-04092-5.
- E. Marlitt: eine kritische Würdigung. Wissenschaftlicher Verlag Trier, Trier 1994. ISBN 3-88476-058-0.